# 日系イギリス人
日系イギリス人（にっけいイギリスじん、英語: Japanese British）は日本に起源のあるイギリス市民や永住者である。

## 背景

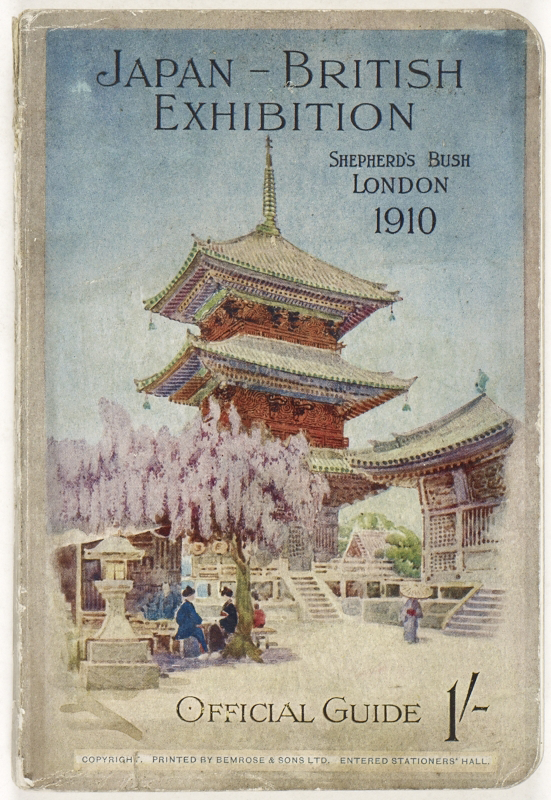
一般に日本の文化同様にイギリスの日本人社会の大きな理解をしてもらうために行われた1910年の日英博覧会の広告

### 歴史と移住
最初の移住は、19世紀後半に教育を受けた自費留学の日本人教授や生徒、その召使いの到着とともに始まった。1884年には約264人がイギリスに住み、その大半は官吏と学生であった。就業は日本人社会の拡大とともに1900年代初頭には多様化し、1900年代の終わりまでに日本人は500人を超えた。
第二次世界大戦を通じて日英間に緊張が高まると、イギリスを去る日本人もいた。主に経済を目的としたもう一つの移民の波が1960年代に始まった。最近の10年でこの数は伸びていて、移民、学生、実業家が含まれている。イギリスの一部特にロンドン北部のゴールダーズグリーンやイースト・フィンチリー、ロンドン西部のイーリングブロードウェイのようなロンドンでは、日本人の人口が多い。ロンドンを主として10万人を超える日系イギリス人が現在いるが、世界の各地で見られる日系人のようなものではなく、イギリス人は伝統的に日本人社会を一世、二世、三世というように総括した呼び方はしていない。

### 学生
最初のイギリスの日本人学生は、ユニヴァーシティ・カレッジ・ロンドンで学びに長州藩と薩摩藩、後に江戸幕府から送られて19世紀に到着した。後に多くの学生がオックスフォード大学で、僅かの学生がケンブリッジ大学で明治時代末まで学んだ。学生を送り込んだ理由は、西洋文明により日本を近代化するためであった。1980年代からイギリスの日本人学生は、安い空路を利用するようになっている。

## 人口統計

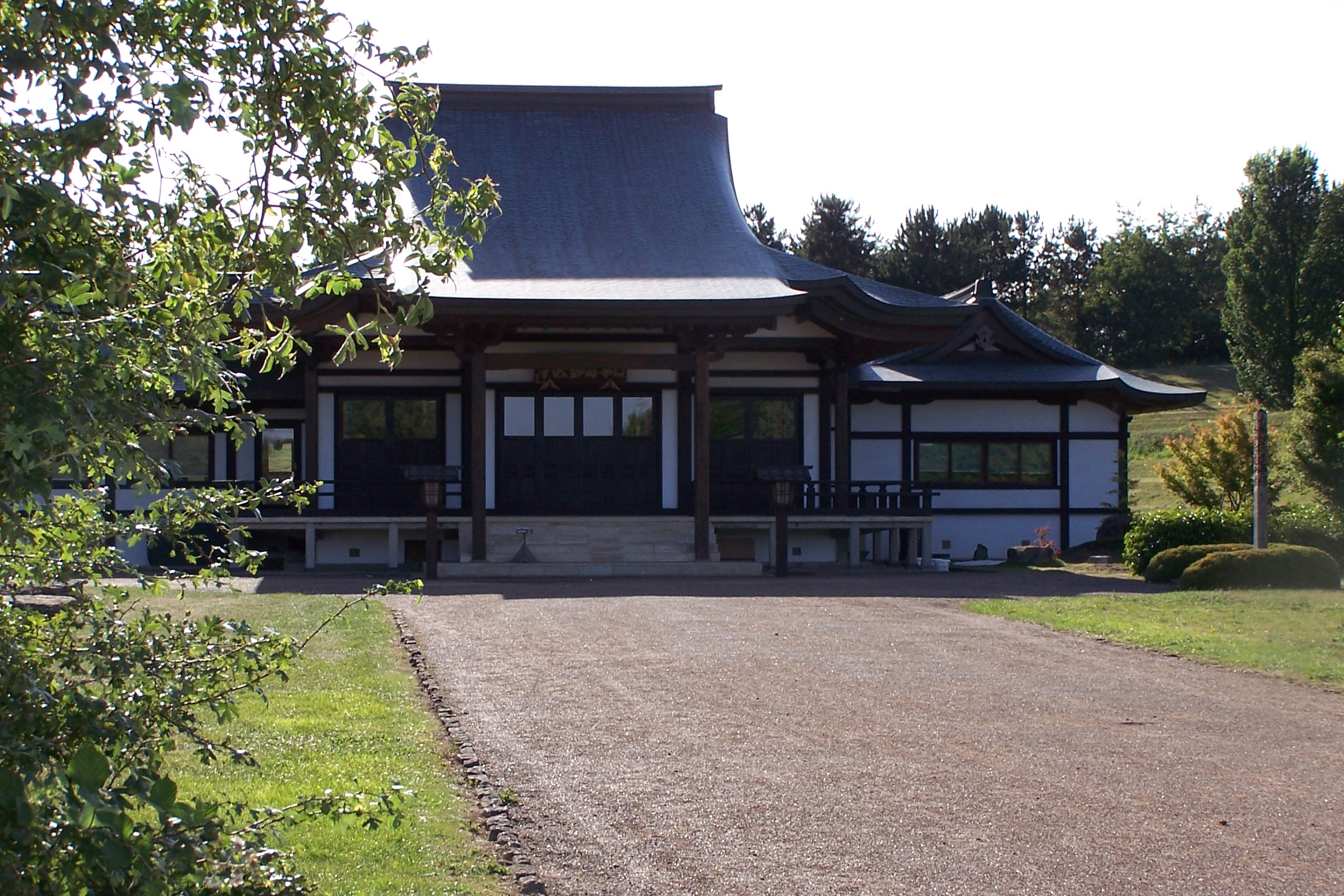
ミルトンキーンズの日本山妙法寺

イギリスの2001年の国勢調査によると、日本生まれのイギリスに定住する国民は37,535人。2008年10月現在の日本の外務省の発表では、63,017人(イギリスの人口の約0.1%)の日本国籍の日本人がイギリスに定住している。
日本語は日本での第一言語だが、エスノローグのウェブサイトによれば、イギリスでは12000人が日本語を第一言語としていると見積もっている。

## 著名人
下記の人名は、日本に起源のある著名なイギリス人の一覧で、一時滞在者や帰化した人は含まず、Category:Japanese expatriates in the United Kingdomで見ることができる。
イギリス生まれの日系人
- ミキ・ベレニ - 歌手
- チャイナ・チョウ - 女優
- イアン・ダンカン・スミス - 保守党の政治家
- ジュン・タナカ - 料理番組のシェフ
- ジュリア - 女子プロレスラー

日本人移民

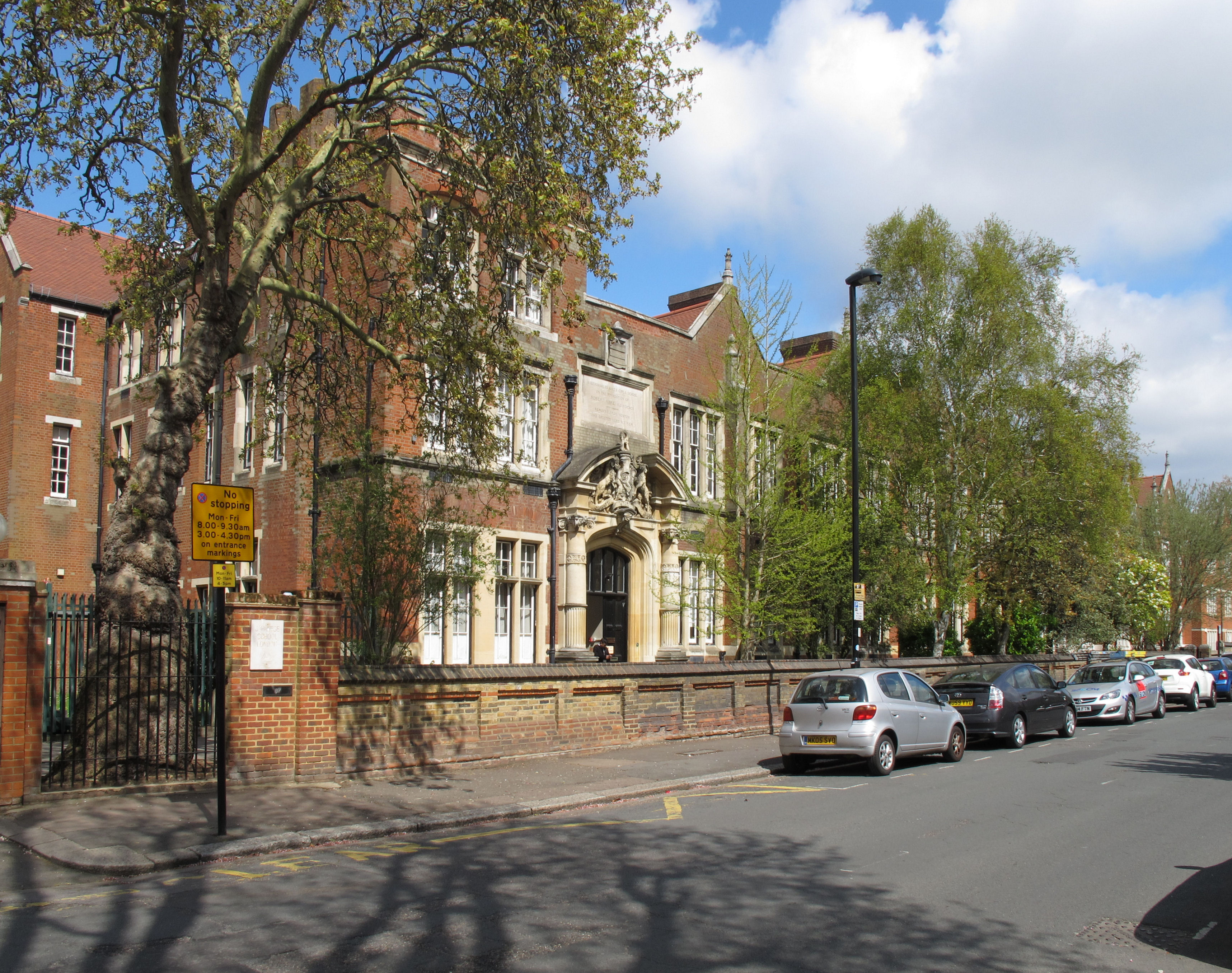
ロンドン日本人学校

- カズオ・イシグロ - 小説家。1954年に長崎で生まれ、2017年ノーベル文学賞受賞
- 内田光子 - ピアニスト。静岡県熱海市生まれ、ウィーン育ち
- ハルカ・クロダ - 女優。ヌードル（ゴリラズ）の声を担当したことで知られる
- カオル・ムフォーメ - エンターテイメントプロデューサー
- 森尚子 - 女優
- ダイアナ湯川 - ヴァイオリニスト
- タカ・ヒロセ - ベーシスト

## 注
1. 1 2  Itoh (2001), p1
2. ↑  Itoh, p. 7.

## 参照
- Itoh, Keiko (2001), The Japanese Community in Pre-War Britain, RoutledgeCurzon ISBN 0-7007-1487-1